# 우주 비행

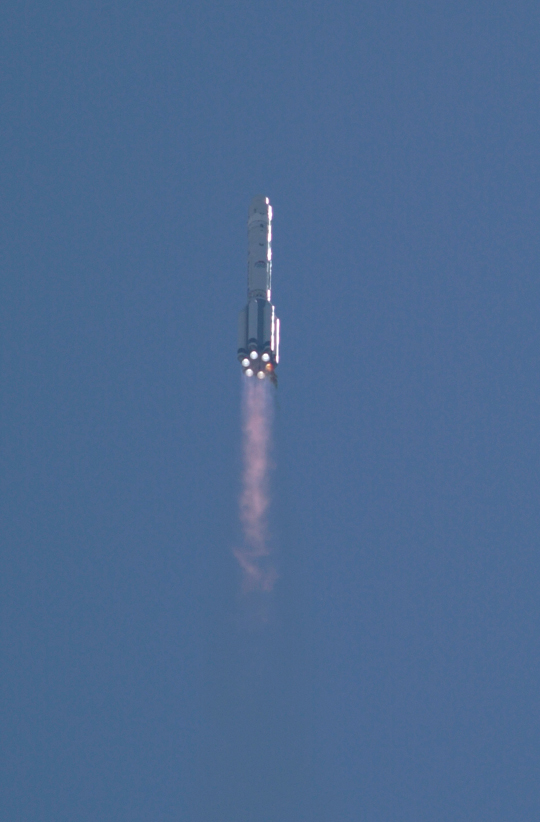
2000년 국제 우주 정거장을 위한 즈베즈다 서비스 모듈을 발사하고 있는 프로톤 로켓.

행성간 우주 비행(-宇宙飛行, 영어: interplanetary spaceflight) 또는 행성간 여행(영어: interplanetary travel)은 단일 행성계내에 있는 천체들 사이의 우주 비행이다. 사람이 탑승하거나 탑승하지 않은 상태에서 유인 또는 무인 우주선으로 우주 공간을 통과하여 비행하는 데 우주항행학을 적용하는 것이다. 대부분의 우주 비행은 무인이며 주로 지구 궤도에 있는 위성이 일반적이지만 지구 궤도를 넘어서는 비행을 위한 우주 탐사선도 포함된다. 이러한 우주 비행은 텔레로보틱스 또는 자율 제어로 작동된다. 더 복잡한 유인 우주 비행은 최초의 궤도 위성 이후 곧 실현되었으며 달을 탐사하고 지구 주변 우주정거장에 연구 목적으로 체류하는 방식으로 발전하였다. 인간 우주 비행 계획에는 소유스 계획, 선저우 계획, 과거 아폴로 달 착륙 및 우주왕복선 계획이 포함된다. 현재 다른 우주 비행은 국제우주정거장과 중국의 톈궁 우주정거장으로 수행된다.
우주 비행은 통신 위성, 정찰위성, 지구 관측 위성을 지구 궤도에 배치하는 데 사용되지만 우주 관측소 및 우주 탐사선과 같은 우주 탐사 또는 우주 관광에도 사용된다.
우주 비행은 중력을 극복하고 지구 표면에서 우주선을 추진하기 위한 초기 추력을 제공하는 로켓 발사와 같은 다양한 유형의 발사 시스템을 통해 달성할 수 있다. 우주에 있는 우주선의 움직임(추진되지 않은 경우와 추진 중인 경우 모두)은 궤도역학이라는 연구 분야에서 다룬다.
일부 우주선은 실질적으로 무기한으로 우주에 머물며, 이로 인해 광공해와 우주 쓰레기의 형태로 우주 오염 문제가 발생하고 이는 우주 비행에 위험이 된다. 그렇지 않으면 우주선은 분해되는 대기 재진입에 의해 종료되거나 그렇지 않은 경우 재진입은 대부분 착륙이나 충돌을 통해 표면에 안전하게 도달하도록 제어되며 종종 해양 우주선 묘지에 버려진다. 따라서 우주선은 일부 우주 교통 관리의 대상이 되었다.

## 같이 보기
- 유인 우주비행
- 우주비행사
- 유인 우주선 목록
- 오비터 (시뮬레이터)
- 우주 실험 동물
- 민간 우주 비행
- 우주 이민
- 우주선 추진
- 카르다쇼프 척도